# Шафран, Матиаш
Матиаш Шафран (венг. Mátyás Sáfrán; 23 января 1986, Секешфехервар) — венгерский гребец-каноист, выступал за сборную Венгрии в середине 2000-х — начале 2010-х годов. Участник летних Олимпийских игр в Пекине, дважды бронзовый призёр чемпионатов мира, двукратный чемпион Европы, победитель многих регат национального и международного значения.

## Биография
Матиаш Шафран родился 23 января 1986 года в городе Секешфехерваре, медье Фейер. Активно заниматься греблей начал с раннего детства по примеру старшего брата Михая. Проходил подготовку в спортивном клубе KSI.
Первого серьёзного успеха на взрослом международном уровне добился в 2006 году, когда попал в основной состав венгерской национальной сборной и побывал на чемпионате Европы в чешском Рачице, откуда привёз награду бронзового достоинства, выигранную в зачёте четырёхместных каноэ на дистанции 1000 метров. Год спустя выступил на европейском первенстве в испанской Понтеведре, где в той же дисциплине стал серебряным призёром, а также на мировом первенстве в Дуйсбурге, где получил бронзу.
Благодаря череде удачных выступлений Шафран удостоился права защищать честь страны на летних Олимпийских играх 2008 года в Пекине — стартовал здесь в двойках вместе с братом Михаем на дистанции 500 метров, однако сумел дойти лишь до стадии полуфиналов, где финишировал восьмым.
После пекинской Олимпиады Матиаш Шафран остался в основном составе гребной команды Венгрии и продолжил принимать участие в крупнейших международных регатах. Так, в 2009 году он представлял страну на чемпионате Европы в немецком Бранденбурге и в двойках на тысяче метрах одержал победу. Последний раз показал сколько-нибудь значимые результаты на международной арене в сезоне 2011 года, когда в километровой программе каноэ-четвёрок завоевал золотую медаль на европейском первенстве в Белграде и бронзовую медаль на домашнем первенстве мира в Сегеде. Вскоре по окончании этих соревнований принял решение завершить карьеру профессионального спортсмена, уступив место в сборной молодым венгерским гребцам.